# Antonius van Loon
Antonius van Loon (Arnhem, 25 juin 1888 - Arnhem, 3 novembre 1962) fut un ancien tireur à la corde hollandais. Il a participé aux Jeux olympiques de 1920 et remporta la médaille d'argent avec l'équipe hollandaise.